# Steve Romanik
Steve Romanik (Millville, 27 maggio 1924 – Millville, 16 settembre 2009) è stato un giocatore di football americano statunitense che ha giocato nel ruolo di quarterback nella National Football League. Al college ha giocato a football alla Villanova University

## Carriera
Romanik fu scelto dai Chicago Bears nel corso del terzo giro (36º assoluto) del Draft NFL 1950. Vi disputò tre stagioni complete e passò ai Chicago Cardinals durante il corso della stagione 1953. Con essi concluse la carriera, ritirandosi alla fine del 1954.

## Statistiche
| Yard passate  | 2.556 |
| Touchdown     | 13    |
| Intercetti    | 36    |
| Passer rating | 36,5  |